# Aritmetiskt tal
Inom talteorin är ett aritmetiskt tal ett heltal vars aritmetiska medelvärde av dess positiva delare är ett heltal.
De första talen i talföljden är:
1, 3, 5, 6, 7, 11, 13, 14, 15, 17, 19, 20, 21, 22, 23, 27, 29, 30, 31, 33, 35, 37, 38, 39, 41, 42, 43, 44, 45, 46, 47, 49, 51, 53, 54, 55, 56, 57, 59, 60, 61, 62, 65, 66, 67, 68, 69, 70, 71, 73, 77, 78, 79, 83, 85, 86, 87, 89, 91, 92, 93, 94, 95, 96, 97, 99, 101, 102, 103, 105 … (talföljd A003601 i OEIS)
Alla primtal utom 2 är aritmetiska tal. Det är känt att den asymptotiska densiteten av sådana tal är 1: i själva verket den andel av tal som är mindre än X och inte aritmetiskt asymptotiska.
{\displaystyle \exp \left({-c{\sqrt {\log \log X}}}\right)}
där c = 2 √ log 2 + o(1).
Ett tal N är aritmetiskt om antalet delare d(N) dividerar summan av delarna σ(N).  Det är känt att den densitet av heltal N för vilken d(N)2 delar σ(N) är 1/2.

### Fotnoter
1. 1 2  Guy (2004) p.76
2. 1 2  Bateman, Paul T.; Erdős, Paul; Pomerance, Carl; Straus, E.G. (1981). ”The arithmetic mean of the divisors of an integer”. i Knopp, M.I.. Analytic number theory, Proc. Conf., Temple Univ., 1980. Lecture Notes in Mathematics. "899". Springer-Verlag. sid. 197–220. http://www.math.dartmouth.edu/~carlp/PDF/31.pdf